# Тамерланові Ворота

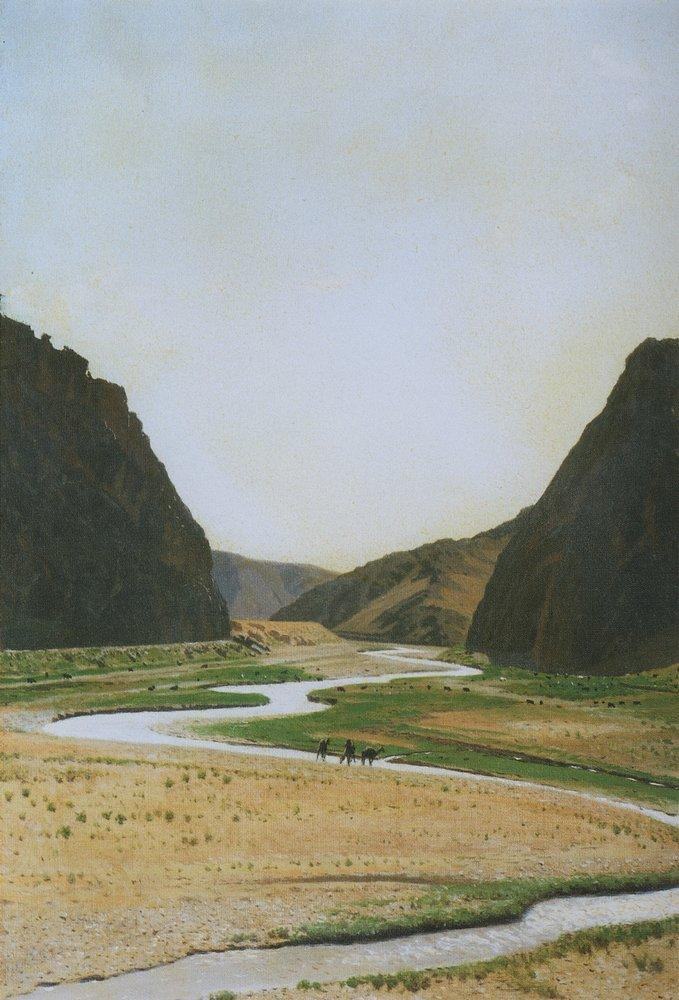
Тамерланові ворота. Картина російського художника В. В. Верещагіна, 1871

Тамерла́нові Воро́та — найвужча частина ущелини ріки Санзар — прохід в горах, який розділяє хребти Мальгузар і Нуратау в західній частині Паміро-Алаю (Узбекистан).
Ширина ущелини, утвореної майже прямовисними скельними стінками, становить 120—130 м; місцями ущелина звужується до 35—40 м. По ущелині проходять шосе та залізниця з Ташкента в Самарканд. В верхній частині скель є надписи, в тому числі стародавні, перською мовою. Одна з них зроблена за наказом Улугбека — астронома та правителя Самарканда, внука Тамерлана.